# 華盛頓／威爾斯站
華盛頓／威爾斯站（英語：Washington/Wells station）是芝加哥地鐵的一個車站，位於美國芝加哥市中心盧普區北威爾斯街100號。車站在1995年7月17日啟用。華盛頓／威爾斯站距離約若旅遊區和商業中心都十分接近，例如芝加哥市政廳、公民歌劇院及芝加哥商品交易所。此站以東3個街區是奧格爾維轉運中心，是芝加哥通勤鐵路聯合太平洋／北線、聯合太平洋／西北線及聯合太平洋／西線列車的總站。車站位於芝加哥市區介乎華盛頓街和馬迪遜街之間的威爾斯街。

## 歷史
華盛頓／威爾斯站取代兩個舊迴圈車站，蘭多夫／威爾斯站及馬迪遜／威爾斯站。芝加哥交通局在迴圈瓦巴什側也作出了類似動作，以華盛頓／瓦巴什站取代蘭多夫／瓦巴什站及馬迪遜／瓦巴什站。

## 外部連結
维基共享资源上的相關多媒體資源：華盛頓／威爾斯站
- Washington/Wells Station Page （页面存档备份，存于） at Chicago-'L'.org
- Brown Line Train schedules at CTA official site
- Orange Line Train schedules at CTA official site
- Purple Line Train schedules at CTA official site
- Pink Line Train schedules at CTA official site
- Washington Street entrance from Google Maps Street View
- Madison Street closed entrance from Google Maps Street View